# Порт-де-Баньоле (станция метро)
Порт де Баньоле (фр. Porte de Bagnolet) — станция линии 3 Парижского метрополитена, расположенная в XX округе. Названа по бывшим воротам стены Тьера, через которые осуществлялся въезд в Париж со стороны коммуны Баньоле.

## История
- Станция открылась 2 апреля 1971 года в результате изменения трассы линии 3 при открытии участка Гамбетта — Гальени. В 2005 году станция подверглась реновации[2].
- Пассажиропоток по станции по входу в 2011 году, по данным RATP, составил 4 751 655 человек[3]. В 2013 году этот показатель снизился до 4 487 998 пассажиров (102 место по уровню входного пассажиропотока в Парижском метро)[4].

## Галерея
- Лестничный сход
- Конкорс